# Canidia
Canidia ist eine von Horaz mehrfach wegen ihres Treibens angegriffene und auch verspottete fiktive Hexe. Sie ist die Hauptfigur in Satire 1.8 sowie der fünften und siebzehnten Epode. Außerdem wird sie in den Satiren 2,1 und 2,8 und in der dritten Epode erwähnt.
In der Satire 1,8 gräbt sie zusammen mit der Hexe Sagana auf einem alten Friedhof auf dem Esquilin, der nun zu einem Garten umgestaltet ist, nach Knochen. Der Erzähler ist eine hölzerne Priapusstatue, die sich vor den Hexen so sehr fürchtet, dass sie schließlich furzen muss und dadurch die Hexen vertreibt.
In Epode 5 hat Canidia mit ihren Helfershelferinnen Sagana, Veia und Folia einen frei geborenen Jungen entführt, aus dessen Leber und Knochen sie einen Liebestrank brauen will, um ihren Geliebten, den alten Varus, zurückzugewinnen. Das Gedicht endet damit, dass der Knabe die Hexen aufs schärfste verflucht.
Die Epode 17 besteht aus einem Gespräch zwischen einem nicht näher definierten Sprecher und Canidia. Der Sprecher beschreibt, wie er von den Zaubern der Canidia schon ganz geschwächt sei, und bittet sie, ihn zu erlösen, beleidigt sie aber unterschwellig dabei. Canidia gibt sich daraufhin hart.
In Epode 3, die mit komisch-übertriebenen Metaphern Bauchschmerzen nach Knoblauchgenuss beschreibt, wird rhetorisch gefragt, ob etwa Canidia die offenkundig vergiftete Speise zubereitet habe.
Inwiefern die Figur der Canidia auf ein reales Vorbild zurückgeht, ist umstritten. Der spätantike Horazkommentator Pomponius Porphyrio vermutete einen realen Hintergrund und identifizierte Canidia mit einer aus Neapel stammenden Apothekerin namens Gratidia. Wie alle solchen Vorschläge für lateinische Klarnamen ist auch dieser Vorschlag prosodisch mit dem Namen im Text identisch. Gesichert ist jedoch, dass es im Rom der damaligen Zeit zumindest den Glauben an Hexerei gab, wie etwa gesetzliche Verbote gegen Hexerei belegen.